# Bzikavka dešťová
Bzikavka dešťová (Haematopota pluvialis), lidově hovado, je hmyz z čeledi ovádovitých a nejhojnější zástupce rodu Haematopota.

## Popis
Bzikavka dešťová dosahuje velikosti kolem 1 cm, od ostatních druhů je rozlišitelná podle šedo-hnědě skvrnitých křídel. Je dobrým letcem.

## Výskyt

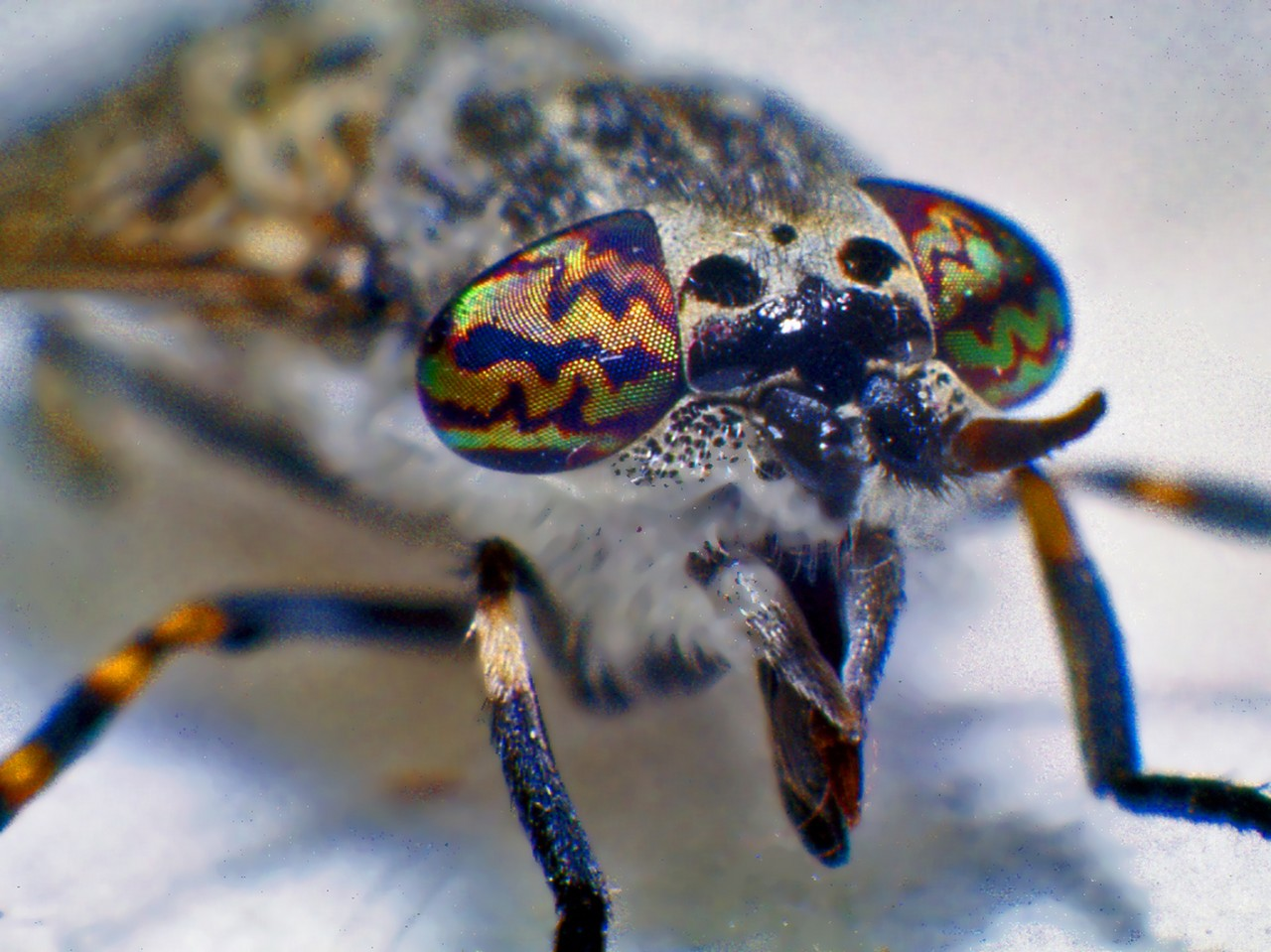
detail hlavy

Hojná až velmi hojná, obvykle v blízkosti vod. Vyskytuje se do nadmořských výšek kolem 2000 m n. m.

## Vývoj a potrava
Po zásnubním letu následuje kopulace na zemi. Samička následně vyhledává teplokrevné živočichy včetně člověka, aby nasátím krve mohla zajistit vývoj vajíček. Kůži nepropichuje a krev nenasává jako např. komár, ale prokousne ji a vytékající krev olizuje. (Kousnutí je poměrně bolestivé, svědivé a může způsobit velké otoky.) Při vyhledávání potravy se orientuje zrakem, na kratší vzdálenosti čichem a podle tepla. Vajíčka klade ve skupinkách na rostliny. Dravé larvy žijí a kuklí se v bahně nebo vlhké půdě. Jejich potravou jsou drobní bezobratlí (např. plži, hmyz). V podmínkách České republiky se vyvíjí jedna generace ročně. Dospělci se objevují od června do října. Samci se živí nektarem.
Na území České republiky napadá z ovádů člověka nejčastěji právě bzikavka dešťová a bzikavka slepoočka.